# Li Na (saltadora)
Li Na (Hefei, China, 1 de mayo de 1984) es una clavadista o saltadora de trampolín china especializada en plataforma de 10 metros, donde consiguió ser campeona olímpica en 2000 en los saltos sincronizados.

## Carrera deportiva
En los Juegos Olímpicos de Sídney 2000 ganó el oro en los saltos sincronizados desde la plataforma de 10 metros y la plata en los individuales; y tres años después, en el Campeonato Mundial de Natación de 2003 celebrado en Barcelona (España) ganó la medalla de bronce de nuevo en la plataforma de 10 metros, con una puntuación de 563 puntos, tras la canadiense Émilie Heymans y su compatriota china Lao Lishi.